# Koezino (oblast Sverdlovsk)
Koezino (Russisch: Кузино) is een nederzetting met stedelijk karakter in het stedelijk district van de stad Pervo-oeralsk van de Russische oblast Sverdlovsk. De plaats ligt op 38 kilometer ten westen van Pervo-oeralsk aan het riviertje Kamenka (stroomgebied van de Tsjoesovaja).

## Geografie

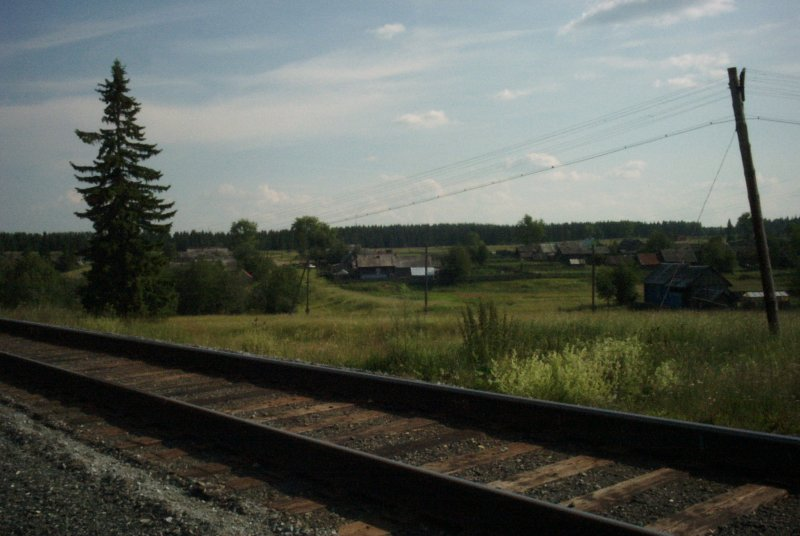
Zicht op een gedeelte van het plaatsdeel "bos"

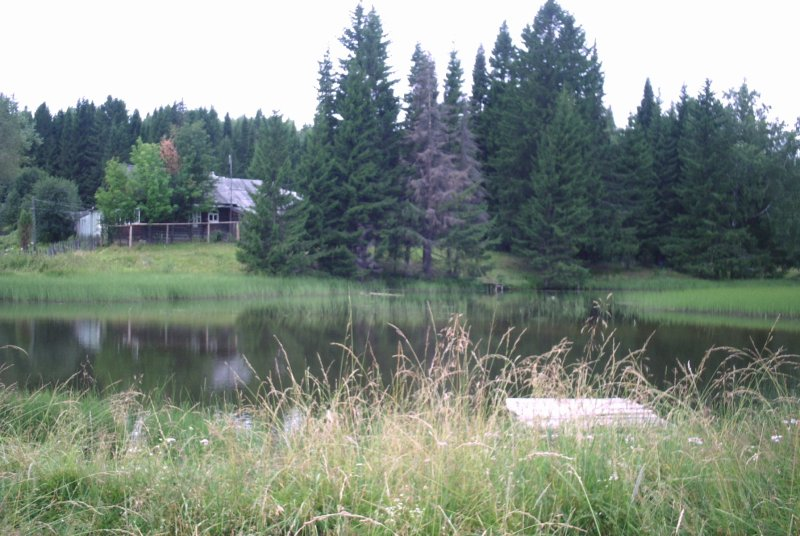
Een vijver in het plaatsdeel "bos"

Koezino ligt in de zuidelijke onderzone van de taiga in de Centrale Oeral. Dit landschap wordt gekenmerkt door lage beboste heuvels en hoogten. De bossen bestaan vooral uit pijnbomen. In het gebied liggen veel kleine riviertjes en kleine waterplassen. In het gebied rond de plaats komen bruine beren, elanden, wolven, lynxen, vossen en hazen voor. Knaagdieren in het gebied zijn de eekhoorn, marter, nerts, chipmunk en de mol. Sinds de jaren 80 zijn er experimenten met de uitzetting van zwijnen en bevers. De lijster is de meest voorkomende vogelsoort in het gebied, maar er komen ook korhoenders, hazelhoenders, auerhoenders, eenden, uilen en diverse zangvogels voor. De bossen in het gebied worden net als andere gebieden in de Oeral in de lente en de zomer geteisterd door de taigateek (Ixodes persulcatus), die hersenontsteking (RSSE-variant) kan veroorzaken.
Het gebied is vooral in de zomer populair bij toeristen vanwege haar landelijke ligging en het pittoreske landschap.

## Geschiedenis
In 1703 werd aan de monding van de rivier de Oetka (westelijke zijrivier van de Tsjoesovaj), ten noordwesten van de huidige plaats, de grootste scheepswerf en haven van het Oeralgebied gebouwd. Deze werden gebruikt voor het vervoer van de productie van kleine lokale wapenfabrieken en vanaf 1735 ook voor het munthuis van Jekaterinenburg, die toen koperen munten sloeg voor het hele Russische Rijk. Mogelijk is de naam van de plaats afkomstig van de smederijen, die in hetzelfde gebied ontstonden. In 1909 werd de spoorlijn van Perm naar Jekaterinenburg aangelegd, welke later onderdeel werd van de Trans-Siberische spoorlijn. Het tussenstationnetje Vertakking nr. 68 (Разъезд №68) hieraan lag op 6 kilometer van Koezino op de plaats van een aantal weilanden die behoorden tot lokale boeren. Zij kregen voor het afstaan van hun land een compensatie van de tsaristische overheid, een bijzonder iets in die tijd. In 1916, na het gereedkomen van de uitbreiding van de spoorlijn naar Lysva en Berdjaoezj, werd het station omgevormd naar een knooppunt van spoorwegen en kreeg het de naam Koezino.
Tijdens de Russische Burgeroorlog raakte de plaats betrokken bij de gevechten: Op de spoorlijnen tussen de stations Koezino, Kyn en Kormovisjtsje reden pantsertreinen (met name de gepantserde trein nr.2, die werd ontworpen in Tsjoesovoj), die zowel de 'rode' als 'witte' legers vervoerden. In 1918 werd actief gevochten bij de plaats. Toen werd vlak bij de plaats de, later in de Sovjetpropaganda veel geprezen, regeringscommissaris Leonid Vajner van het Rode Leger door het Witte Leger gedood. Toen de troepen van witte legergeneraal Aleksandr Koltsjak zich in 1919 terugtrokken, verbrandden ze het station van Koezino.
Tijdens de regering van Stalin bevond zich in Koezino een eigen afdeling van de NKVD, die verantwoordelijk was voor haar deel in de politieke onderdrukkingen.
Na de Tweede Wereldoorlog ontstond een bosbouwindustrie in de omgeving van Koezino.
Eind jaren 90 werd het treinstation gesloten als gevolg van de economische crisis in die tijd. Er vinden sindsdien alleen nog wat rangeeractiviteiten plaats. De plaats is economisch gezien steeds verder achteruitgegaan. Het enige ziekenhuis in de plaats werd gesloten en ook de sluiting van de postverbinding stond in 2007 gepland. De bevolking, die in 2002 iets meer dan 3000 mensen bedroeg, groeit in de zomer uit tot het twee- tot drievoudige, door het toerisme.

## Structuur van de plaats
De plaats bestaat uit twee delen: "station", waar rondom het grootste deel van de bevolking woont en waar de meeste voorzieningen zich bevinden en "bos" waar zich vooral -veelal houten- arbeidershuisjes uit het tweede deel van de 20e eeuw bevinden.

## Transport
De plaats is bereikbaar vanaf Jekaterinenburg per stoptrein, die om de 2 uur rijdt en per auto over de Moskovische Trakt. Voor de toekomst staat een railbus gepland, die moet gaan rijden tussen Koezino, Kyn en Tsjoesovoj.

## Bezienswaardigheden
Aan de westzijde van Koezino ligt aan de rand van het bos een minerale zwavelwaterstofbron, waaraan een geneeskrachtige werking wordt toegeschreven. De bron ontstond waarschijnlijk boven een kleine oliebron, waarvan de olie door microscopische scheurtjes naar boven percoleerde en leidde tot de vorming van zwavelwaterstof. Volgens een populair lokaal verhaal ligt de bron echter op een ondergrondse mammoetenbegraafplaats.
Aan de oostzijde van Koezino bevindt zich een voormalige steengroeve voor kalksteen uit de bedding van het riviertje Kamenka.
Op 4 kilometer ten zuidoosten van het station bevindt zich een sterrenobservatorium ("Ko-oerovka" genoemd) uit 1965, dat wordt beschouwd als het "oostelijkste observatorium van Europa". Dit observatorium werd opgezet door wetenschappers van de Staatsuniversiteit van de Oeral en is gericht op het volgen van kunstmatige satellieten en voor het observeren van de zon en het sterrenstelsel door een van de drie telescopen. Een van de kleinere planeten van het zonnestelsel (#4964 - Kourovka) is vernoemd naar het obervatorium.
In 2006 werd een museum voor de geschiedenis van het station geopend in een van de scholen ter gelegenheid van het 90-jarig bestaan van het station Koezino.